# سونات شماره ۲۱ پیانو (بتهوون)

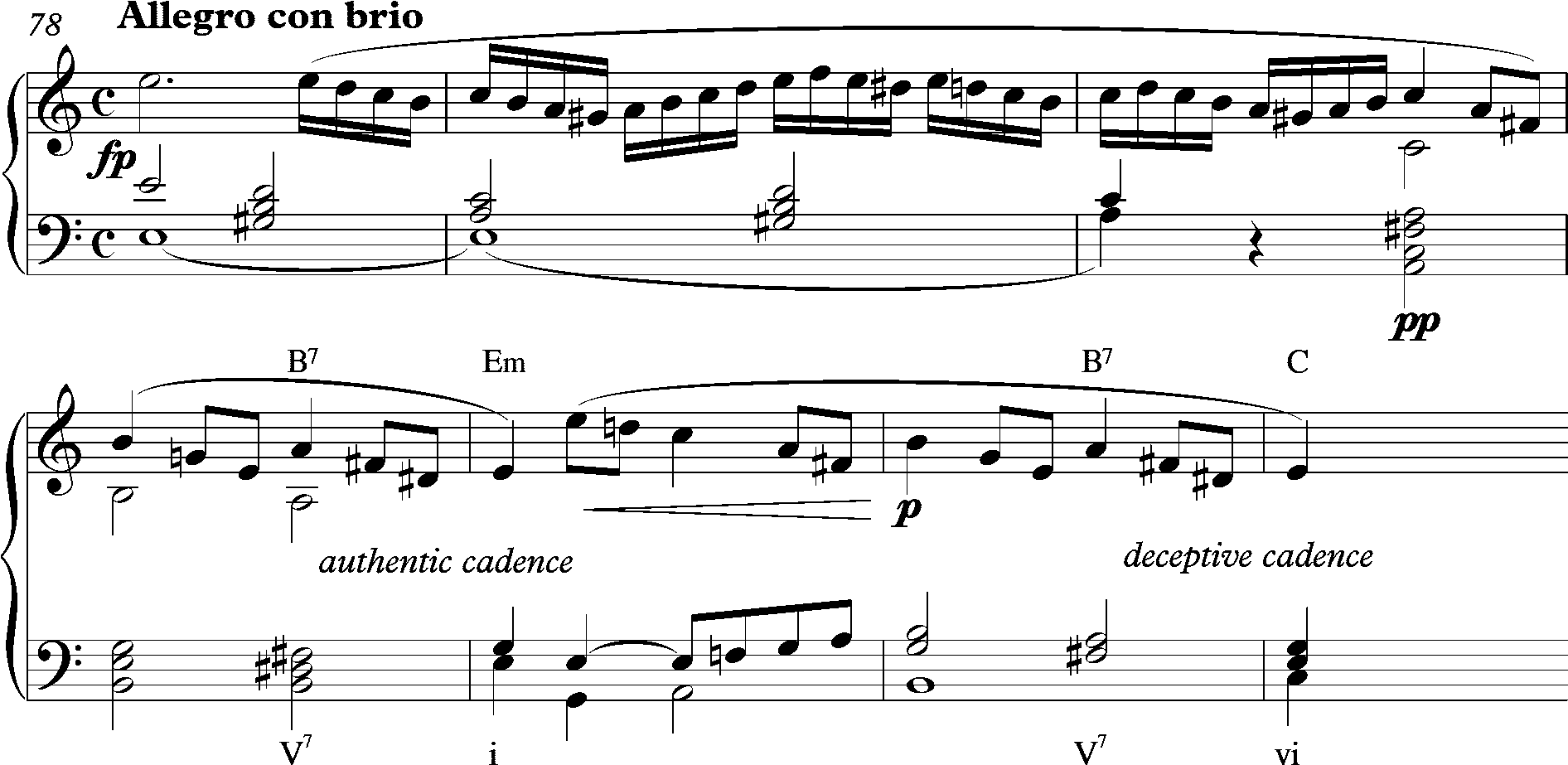
سونات شماره ۲۱ پیانو بتهوون

سونات پیانو شمارهٔ ۲۱ در دو ماژور، اُپوس ۸۱-الف در دو ماژور، که با نام والدشتاین (به [Waldstein] Error: {{Lang-xx}}: متن دارای نشانه‌گذاری ایتالیک است (راهنما)) نیز شناخته می‌شود، یکی از بزرگترین سونات‌های پیانوی ساخته‌شده توسط لودویگ فان بتهوون و یکی از سه سونات بزرگ بتهوون در دوران میانیِ زندگی اوست (دو سونات دیگر سونات شماره ۲۳ معروف به آپاسیوناتا، اُپوس ۵۷ و سونات شماره ۲۶ معروف به سونات وداع هستند). تصنیفِ سونات شماره ۲۱ در تابستان ۱۸۰۴ به پایان رسید.
بتهوون این سونات را به کنت فردیناند ارنست گابریل فون والدشتاین اهل وین اهدا کرد و آن را به افتخار او سونات والدشتاین نامید. کنت والدشتاین حامی و دوست نزدیکِ بتهوون بود. این سونات در زبان ایتالیایی L'Aurora و در زبان فرانسوی L'Aurore نامیده می‌شود که به معنی «طلوع» است، و این نامگذاری به واسطهٔ حالت پرصداییِ کوردهای آغازین از موومان سوم است که سپیده‌دم را یادآور می‌کند.

## موومان‌ها
این سونات سه موومان دارد.
1. آلگرو کُن بریو
2. اینترودوتسیونه: آداجو مولتو (در فا ماژور)
3. روندو. آلگرتو مُدِراتو ـ پرِستیسیمو

موومان‌های اول و سوم سونات بخش‌های اصلیِ آن را تشکیل می‌دهند و اجرای هر کدام حدود ۱۱ دقیقه به طول می‌انجامد.
اجرای کاملِ سونات والدشتاین تقریباً ۲۵ دقیقه طول می‌کشد.